# Arroyo de Garbanzuelo
El arroyo de Garbanzuelo es un curso de agua del interior de la península ibérica, afluente del Odra. Discurre por la provincia española de Burgos.

## Descripción
Discurre por la provincia de Burgos y desemboca en el río Odra al oeste de Castrojeriz después de unirse al arroyo de Villajos. Aparece descrito en el octavo volumen del Diccionario geográfico-estadístico-histórico de España y sus posesiones de Ultramar de Pascual Madoz de la siguiente manera:

GARBANZUELO: riach. en la prov. de Burgos, part. jud. de Castrojeriz: se forma de varios manantiales que hay en un vallecito en el térm. de Castellanos, y á la ½ leg. de su origen se le reúnen las aguas de otra fuente ó manantial, sit. en el centro de la v. de Hontanas, desembocando en el Odra al O. de Castrojeriz, después de recibir el pequeño riach. llamado Villajos, que nace en jurisd. de Castrillo de Murcia ú Olmillos. Sus aguas fertilizan varias porciones de tierra sembrada de lino, nabos, habas y hortalizas, y dan movimiento á 12 ó 13 molinos harineros y un batan. Tiene 6 pontones bajos en forma de alcantarilla, todos de piedra; y prod. sabrosísimos cangrejos, barbos y bogas, y delicadas anguilas.
(Madoz, 1847, p. 308)

Las aguas del río, perteneciente a la cuenca hidrográfica del Duero, terminan vertidas en el océano Atlántico.